# Kerstin Hadding

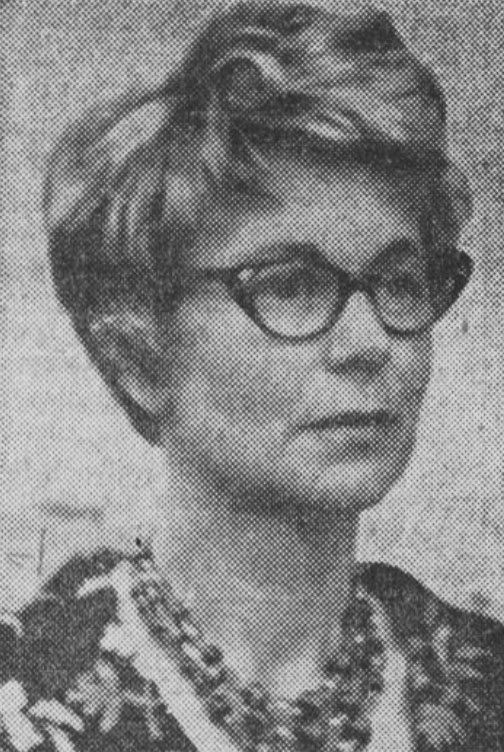
Kerstin Hadding 1964

Kerstin Hadding(-Koch), född 7 februari 1915 i Lund, död där 1 december 1999, var en svensk språkforskare.

## Familj
Kerstin Hadding var dotter till Assar Hadding och gift med Fredrik Koch 1936–1954.

## Biografi
Hadding blev filosofie kandidat vid Lunds universitet 1937, filosofie magister 1940 och filosofie licentiat 1956. Hon disputerade för filosofie doktorsgraden i Lund 1961 på avhandlingen Acoustico-Phonetic Studies in the Intonation of Southern Swedish och blev docent i fonetik där samma år. Hon var biträdande lärare i Lund 1958–1962, blev universitetslektor 1968 och var professor i fonetik där 1969–1980.
Kerstin Hadding var tidvis gästforskare vid Haskins Laboratories i New York 1962–1965, gästprofessor vid University of California 1968 och kursledare där 1976. Hennes skrifter behandlar bland annat intonation, experimentell fonetik och barnspråk.